# Chamaecytisus supinus
Chamaecytisus supinus es una especie de la familia de las fabáceas.

## Descripción
Arbusto sin espinas, erecto, de 15-50 cm de altura, con ramas ascendentes o erectas, ocasionalmente también postradas. Las ramitas jóvenes son largas, pilosas, y habitualmente se vuelven negras al secarse. Hojas vegetativas alternas, con pecíolos de 10-30 mm de largo, finos y densamente pilosos; hojas con 3 folíolos de 12-40 mm de largo y 6-20 mm de ancho, obovados o estrechamente elípticos, agudos u obtusos en el extremo superior y cortamente apuntados, o también redondeados y emarginados, casi glabros por el haz, densamente pilosos por el envés. Flores de color amarillo claro con dibujos pardo rojizos, de 10-15 mm de diámetro, pedunculadas, en grupos de 1 a 3 en las axilas de las hojas de los braquiblastos o en grupos de 2-8 en racimos terminales muy cortos. Pedúnculos florales de 3-5 mm de largo, pilosos, sin prófilos. Cáliz de 12-14 mm de largo y 12-15 mm de ancho, obovado, redondeado u obtuso en el extremo superior, profundamente emarginado, más o menos glabro. Quilla mucho más corta que el estandarte, alargada, recta, glabra. Legumbre de 20-35 mm de largo y 5-6 mm de ancho, alargada, densamente pilosa, negruzca al madurar, con varias semillas ovadas, planas, de color pardo amarillento, lustrosas. Floración en primavera-verano.

## Hábitat
En praderas, laderas rocosas, orillas de ríos, bosques claros. Preferentemente sobre suelos secos, calcáreos, en lugares soleados. Desde el llano hasta el piso montano medio.

## Distribución
Europa central y meridional. Desde Francia, pasando por la región del Danubio y los países balcánicos septentrionales hasta el mar Negro. En la península ibérica crece en áreas marítimas lluviosas, sólo se encuentra en una zona restringida de Cataluña.

## Sinonimia
- Cytisus lotoides Pourr. in Hist. & Mém. Acad. Roy. Sci. Toulouse 3: 318 (1788)[1]
- Cytisus hirsutus L.
- Chamaecytisus aggregatus
- Chamaecytisus ciliatus (Wahlenb.) Rothm.
- Chamaecytisus hirsutissimus (K.Koch) Czerep.
- Chamaecytisus leucotrichus (Schur) Czerep.2
- Cytisus aggregatus Schur
- Cytisus alpestris Schur
- Cytisus capitatus Scop.
- Cytisus ciliatus Wahlenb.
- Cytisus colchicus Albov
- Cytisus falcatus Waldst. & Kit.
- Cytisus gallicus A.Kern.
- Cytisus hirsutissimus K. Koch
- Cytisus leucotrichus (Schur) Schur
- Cytisus prostratus Scop.
- Cytisus pumilus De Not.
- Cytisus supinus L.
- Genista capitata (Scop.) Scheele
- Genista supina (L.) Scheele[2]